# Nova (operační systém)
Nova je v informatice název kubánské státem podporovaná distribuce Linuxu, která byla poprvé vydána v únoru 2009. Byla vytvořena v Havaně na Univerzitě informačních technologií (UCI) studenty a profesory pro poskytnutí Free and open source software (FLOSS) méně zkušeným uživatelům a kubánským institucím.

## Cíle a přijetí
Cílem distribuce Nova bylo dosáhnout „suverenity a technologické nezávislosti“ Kuby a být instalována do každého počítače na Kubě, kde je Microsoft Windows stále nejvíce rozšířený operační systém. Systém je směřován do kubánské státní správy s úmyslem nahradit Windows. Hector Rodriguez, rektor UCI řekl, že „Svobodný software je blíže k ideologii kubánského lidu, především pro nezávislost a suverenitu“. Dalším citovaným důvodem pro vývoj systému je embargo Spojených států uvalené na Kubu, jehož důsledkem je pro Kubánce obtížný nákup legálního softwaru Windows a jeho aktualizací. Dalším důvodem jsou potenciální bezpečnostní problémy pro kubánskou vládu, protože vláda Spojených států má údajně přístup k zdrojovým kódům Microsoftu.
Kuba plánovala používat systém Nova jako hlavní operační systém, po dokončení migrace měl být nainstalován na 90 % všech pracovních míst. Na počátku roku 2011 UCI oznámila, že migrace do nového operačního systému proběhla u více než 8000 počítačů. Od začátku roku 2011 měly nové počítače na kubánský trh přicházet s instalovanými systémy Windows a Nova.

## Software
První verze operačního systému Nova, jménem Baire, je založena na Gentoo Linuxu, další verze Nova 2.1 Desktop Edition je založena na systému Ubuntu. Nova Escritorio je kancelářský balík vyvinutý na UCI k náhradě Microsoft Office.

## Verze
Podle Distrowatch byl vývoj této distribuce ukončen.
| Verze      | Kódové jméno | Datum            |
| ---------- | ------------ | ---------------- |
| 1.1.2      | Baire        | 20. února 2009   |
| 2.0        |              | 2. prosince 2009 |
| 2.1        |              | 4. června 2010   |
| 2011-beta3 |              | 12. února 2011   |
| 2011       |              | 2011             |